# Папа-Афанасопуло, Илья Афанасьевич
Илья́ Афана́сьевич Па́па-Афанасо́пуло (1863 — после 1917) — русский общественный деятель и политик, член IV Государственной думы от Минской губернии, крупный землевладелец Западного края.

## Биография
Православный. Из потомственных дворян Полтавской губернии. Землевладелец Ровенского уезда Волынской губернии (4499 десятин), Минского уезда Минской губернии (1600 десятин) и Брестского уезда Гродненской губернии (5600 десятин).
Окончил Полтавский кадетский корпус и Тверское кавалерийское училище (1883), откуда выпущен был корнетом в 4-й драгунский Екатеринославский полк. В 1887 году зачислился в запас армейской кавалерии, а в 1895 году вышел в отставку в чине поручика.
В том же 1895 году был избран почетным мировым судьей по Хорольскому уезду Полтавской губернии, в каковой должности состоял до конца 1901 года, причём на последнее трехлетие был избран единогласно. В 1901—1907 годах был земским начальником 5-го участка Пинского уезда Минской губернии, а в 1907 году назначен был Пинским уездным предводителем дворянства. В 1911 году был пожалован в камер-юнкеры, а в 1913 году оставил должность предводителя дворянства и причислился к МВД. В 1908 году был избран почетным мировым судьей по Пинскому уезду, а с введением в Минской губернии выборного земства в 1911 году — уездным и губернским гласным. В 1915 году был избран председателем Пинской уездной земской управы, а затем Волынским губернским предводителем дворянства. Дослужился до чина действительного статского советника (1916), состоял в придворном звании камергера.
Кроме того, состоял почетным попечителем Минского женского духовного училища, блюстителем Колоднянского и Нечатовского народного училищ и попечителем Пинской соборной церковно-приходской школы. В 1900 году за заслуги, оказанные церковно-приходским школам, был избран членом Пинского уездного отделения епархиального училищного совета, а в 1902 году Святейшим Синодом был награждён Библией. За особые заслуги Святейшим Синодом был утвержден в звании почетного попечителя всех церковно-приходских школ Пинского уезда. В 1908 году был удостоен благодарности императрицы Марии Феодоровны за деятельность по должности попечителя Минского женского духовного училища. Неоднократно удостаивался благодарностей от попечителя Виленского учебного округа и Минского губернского епархиального училищного совета, причём в 1911 году тот же совет постановил поместить портрет Ильи Афанасьевича во всех церковно-приходских школах Пинского уезда.
На выборах в IV Государственную думу состоял выборщиком по Пинскому уезду от съезда землевладельцев. 17 января 1913 года на дополнительных выборах был избран вместо В. А. Кадыгробова. Входил во фракцию русских националистов и умеренно-правых (ФНУП), после её раскола в августе 1915 года — в группу сторонников П. Н. Балашова. Состоял членом комиссий: по исполнению государственной росписи доходов и расходов, по торговле и промышленности, о народном здравии, по рабочему вопросу.
В августе 1917 года участвовал в Государственном совещании в Москве. Дальнейшая судьба неизвестна.

## Семья
Был женат на Наталии Викторовне Родзянко, дочери хорольского уездного предводителя дворянства Виктора Владимировича Родзянко (1836—1907). Их сын:
- Сергей, воспитанник Александровского лицея (1909)[3], пинский уездный предводитель дворянства в 1913—1917 гг., надворный советник. В эмиграции в Польше, умер после 1929 года[4].

## Награды
- Орден Святого Владимира 4-й ст.
- Высочайшее благоволение (1912).

- медаль «В память царствования императора Александра III»
- медаль «В память 25-летия церковных школ»
- медаль «В память 100-летия Отечественной войны 1812 г.»
- медаль «В память 300-летия царствования дома Романовых»
- знак отличия «за труды по землеустройству»